# Den italiensk-tyrkiske krig
Den italiensk-tyrkiske krig blev udkæmpet mellem Italien og Det Osmanniske Rige fra 29. september 1911 til 18. oktober 1912. Krigen endte med, at Italien fik kontrol over de osmanniske provinser "Tripolitanien" og "Cyrenaika" (som i dag er Libyen), såvel som Rhodos og de græsktalende øer i det Ægæiske Hav ved Anatolien. Selv om det var en mindre konflikt, havde den stor betydning i forspillet til den første verdenskrig. Balkanforbundets medlemmer så hvor let, Italien havde slået Det Osmanniske Rige og benyttede anledningen til at angribe imperiet.
Den italiensk-tyrkiske krig medførte flere militær-teknologiske fremskridt: det primære var brugen af fly. Den 23. oktober 1911 fløj en italiensk pilot rekognoscering over de tyrkiske linjer, og den 1. november blev det første luftangreb med fly gennemført mod tyrkiske styrker i Libyen.
Det var under den italiensk-tyrkiske krig, man hørte om den moderne propaganda.

## Historie
Italien, som mod at give Frankrig frie hænder i Marokko havde sikret sig fransk anerkendelse af en tilsvarende handlingsfrihed i Tripolis (1901) og formodentlig havde indgået en lignende aftale med England, besluttede efter den ungtyrkiske statsomvæltning i 1908 snarest muligt at foretage en længe planlagt anneksion, inden Tyrkiets krigsmagt til lands og søs kunne reorganiseres.
Med henvisning til tyrkiske overgreb mod italienske undersåtter i Tripolis og efter pres fra betydende italienske finansinteresser, besluttede den italienske regering i efteråret 1911 at gå i aktion. Et italiensk ultimatum af 27. september opfordrede sultanen til inden for 48 timer at tillade italiensk okkupation af de to provinser og lade dem stille under italiensk forvaltning med formelt bibeholdelse af sultanens suverænitet. Da fristen udløb, erklærede Italien Tyrkiet krig den 29. september.
Nogle tyrkiske jagere blev sænket den 29.-30. september ved Preveza og Durazzo, men på østrig-ungarnsk foranledning måtte Italien afstå fra videre operationer i det Adriatiske og Joniske hav for ikke at bringe status quo på Balkanhalvøen i fare. Byen Tripolis blev bombarderet den 3. oktober og besat den 5. oktober; de fåtallige tyrkiske stridskræfter trak sig ind i landet. Italienerne erklærede den 6. oktober hele kysten for blokeret. Byen Benghazi blev besat den 20. oktober, Horns den 21. oktober. Et tyrkisk-arabisk fremstød mod byen Tripolis' nærmeste omegn den 23. oktober førte til hårde kampe og fik italienerne til at gribe til yderst hårde repressalier mod den indfødte befolkning i området. Nye kampe 27. oktober - 12. november fik dem dog til at trække sig tilbage til Tripolis' forstæder. Kort efter bevirkede regntiden en afbrydelse i operationerne.
Langsomheden i de fremskridt, okkupationen gjorde under den forsigtige general Canevas ledelse også efter offensivens genoptagelse i 1912, fremkaldte i Italien en nervøs stemning, som drev regeringen til at beordre militære operationer også mod andre og mere sårbare dele af det tyrkiske rige. Nogle tyrkiske orlogsskibe blev ødelagt den 24. februar i Beiruts havn. De ydre forter ved Dardanellernes udmunding blev beskudte den 18. april, men Tyrkiets modtræk at minere sundet, voldte den internationale handel så store vanskeligheder, at stormagterne greb ind og formidlede en aftale, ifølge hvilken Tyrkiet atter frigav gennemsejlingen gennem Dardanellerstrædet mod, at forcering af sundet ikke skulle forekomme. En italiensk jagerflotille foretog dog natten til den 19. juli en rekognosceringsekspedition et stykke ind i sundet.
Den lille ø Astropalia blev besat den 28. april, og den 4. maj tog generalløjtnant Ameglio øen Rhodos i besiddelse. I Det Røde Hav bombarderedes den arabiske havneby Hodeidah, og det sydvestlige Arabiens kyst blokeredes. Italiens ubestridte herredømme til søs fratog Tyrkiet enhver udsigt til at undsætte de tappert kæmpende små troppeafdelinger i Tripolis og Benghazi, hvor italienerne i sommeren 1912 gjorde ret store om end langsomme og hårdt vundne fremskridt.
På begge sider var man ikke mindst under hensyn til den voksende spænding på Balkanhalvøen nu indstillet på fred. Fredsforhandlinger indledtes i stor hemmelighed i sensommeren i Lausanne og resulterede i fredsaftalen i Ouchy den 18. oktober, ofte kaldt freden i Lausanne (den første Lausanne-traktat). Italien, som allerede den 5. november 1911 havde erklæret provinserne Tripolis og Benghazi annekterede, gennemtvang en erklæring af sultanen til deres befolkning om at bevilge dem af "uindskrænket autonomi", de tyrkiske tropper og civile embedsmænd tilbagekaldtes fra de faktisk, men ikke formelt, afståede områder. Italien lovede at hjemkalde sine styrker fra de okkuperede øer i det Ægæiske hav samt at påtage sig den del af den tyrkiske statsgæld, for hvilken indkomsterne fra Tripolis og Bengasi udgjorde garanti. Befolkningen på øerne i det Ægæiske hav lovede sultanen en retfærdig forvaltning og visse selvstyrereformer.
Tilbagegivelsen til Tyrkiet af de Dodekanesiske øer blev i praksis udskudt og var ikke sket ved 1. verdenskrigs udbrud i 1914.